# Eric Woodward
Eric Woodward (ur. 21 lipca 1899 w Hay, zm. 29 grudnia 1967 w Sydney) – australijski żołnierz, generał, w latach 1957–1965 gubernator Nowej Południowej Walii.

## Życiorys

### Młodość i kariera wojskowa
Był trzecim dzieckiem hodowcy bydła. Pomimo znakomitych wyników w nauce nie mógł pójść na cywilne studia z powodu braku pieniędzy na czesne. Udało mu się jednak dostać na bezpłatne studia w Royal Military College w Duntroon, szkole oficerskiej Australian Army. Opuścił ją w 1920 w stopniu porucznika. W 1925 przeszedł do Royal Australian Air Force i uzyskał uprawnienia pilota wojskowego. W 1928 zdecydował się jednak na powrót do wojsk lądowych. W tym samym roku otrzymał awans na kapitana. Po okresie pracy na stanowiskach oficerskich w różnych australijskich jednostkach, w 1937 został wysłany na studia sztabowe do Anglii. Tam zastała go II wojna światowa, w związku z czym z marszu znalazł się w składzie australijskiego kontyngentu w Europie, zaś w kwietniu 1940 trafił na Bliski Wschód. Brał udział w kampanii greckiej, w operacji Exporter, a także w pierwszej i II bitwie pod El Alamein.
W 1943 powrócił do Australii, gdzie pełnił szereg stanowisk dowódczych średniego szczebla. W tym samym roku został brygadierem (pułkownikiem). W latach 1945–46 służył na Molukach. W latach 1948–1949 odbywał studia w Imperial Defence College w Londynie, zarazem służąc w dziale wojskowym Wysokiej Komisji (ambasady) Australii w Wielkiej Brytanii. Po powrocie do kraju został zadysponowany do kwatery głównej wojsk lądowych w Melbourne, gdzie odpowiadał za reformę służby zasadniczej. W latach 1950–1951 podlegał bezpośrednio premierowi Australii Robertowi Menziesowi jako szef specjalnej grupy mającej przygotować plan na działania na wypadek, gdyby planowana przez Menziesa delegalizacja Komunistycznej Partii Australii spowodowała masowe strajki i inne niepokoje społeczne. W 1951 otrzymał awans generalski i zarazem stanowisko zastępcy szefa sztabu generalnego sił zbrojnych Australii. Odmówił jednakże kandydowania na szefa sztabu generalnego, zamiast tego wolał objąć stanowisko głównodowodzącego wschodnim okręgiem wojskowym. W 1957 przeszedł w stan spoczynku.

### Gubernator Nowej Południowej Walii
1 sierpnia 1957 objął w dużej mierze ceremonialny urząd gubernatora Nowej Południowej Walii. Był drugim w historii Australijczykiem na tym stanowisku (wcześniej pełniły je osoby przysłane z Wielkiej Brytanii), ale jednocześnie pierwszym gubernatorem urodzonym w samej Nowej Południowej Walii. W 1964 przez dwa i pół miesiąca był p.o. gubernatora generalnego Australii, w czasie gdy lord De L'Isle przebywał poza krajem. Zakończył urzędowanie pierwszego dnia sierpnia 1965, po czym przeszedł na emeryturę.

### Emerytura i śmierć
Jako emeryt Woodward zamieszkał w północnej części Sydney. Zmarł 29 grudnia 1967 w wieku 68 lat, otrzymał pogrzeb z honorami państwowymi i pełnym ceremoniałem wojskowym. Pozostawił żonę i dwoje dzieci. Jego syn Edward Woodward w latach 1976–1981 kierował służbą specjalną Australian Security Intelligence Organisation, a później był sędzią federalnym.

## Odznaczenia i wyróżnienia
W 1941 otrzymał wojskowy Order Imperium Brytyjskiego klasy Oficer, zaś w 1952 został awansowany do klasy Komandor. W 1956 został kawalerem Orderu Łaźni. W 1958 otrzymał Order św. Michała i św. Jerzego klasy Rycerz Komandor, co uprawniało go do tytułu Sir. W 1963 został Rycerzem Komandorem Królewskiego Orderu Wiktoriańskiego. Był również doctorem honoris causa Uniwersytetu w Sydney, University of New South Wales oraz University of New England.